# Siergiej Kondraszow
Siergiej Aleksandrowicz Kondraszow (ros. Сергей Александрович Кондрашев, ur. 1 marca 1923 w Siergijew Posad, zm. 22 września 2007) – generał porucznik, długoletni oficer wywiadu i kontrwywiadu radzieckiego, rezydent I Zarządu Głównego KGB w wielu krajach Europy, m.in. w Londynie i Wiedniu.

## Życiorys
Karierę w radzieckich służbach specjalnych zaczął bardzo szybko i pomyślnie. W 1947 w wieku 24 lat pracował w II Zarządzie Głównym (ds. kontrwywiadu) Ministerstwa Bezpieczeństwa Państwowego. Na początku 1951 został zastępcą szefa I Departamentu (wywiad zagraniczny przeciwko USA) I Zarządu Komitetu Informacji, następnie zastępca szefa II Departamentu (wywiad przeciwko Wielkiej Brytanii) I Zarządu Komitetu Informacji. 11 listopada 1951 został zastępcą szefa III Departamentu I Zarządu Głównego MGB. Od listopada 1953 roku był pracownikiem rezydentury wywiadu MGB (od marca 1954 – KGB) w Londynie. Po powrocie do Związku Radzieckiego w 1955 objął kierownictwo IV Departamentu (wywiad przeciwko RFN) I Zarządu Głównego KGB, w 1957 został zastępcą rezydenta I Zarządu Głównego w Wiedniu, następnie w 1962 – zastępcą szefa Służby D (od sp. dezinformacji) I Zarządu Głównego KGB. W 1966 rezydent I Zarządu Głównego KGB w RFN. W 1967 ponownie objął kierownictwo Dep IV I Zarządu Głównego KGB, następnie w 1968 r, szef Służby A I Zarządu Głównego KGB, później w 1969 r, szef Wydziału Wywiadu Głównego Zarządu Wojsk Pogranicznych KGB. Około 1970 Kondraszow został zastępcą szefa I Zarządu Głównego ds Europy, następnie w 1974 starszy konsulant przy przewodniczącym KGB ds zagranicznych, działając na tym stanowisku, pełnił funkcję głównego radzieckiego negocjatora w sprawie tzw. trzeciego koszyka, dotyczącego kwestii praw człowieka, w ramach negocjacji KBWE w Helsinkach. W 1991 przeszedł na emeryturę.

## Odznaczenia
- Order Czerwonego Sztandaru
- Order Wojny Ojczyźnianej II klasy
- Order Czerwonej Gwiazdy

I medale.